# Роккавальдіна

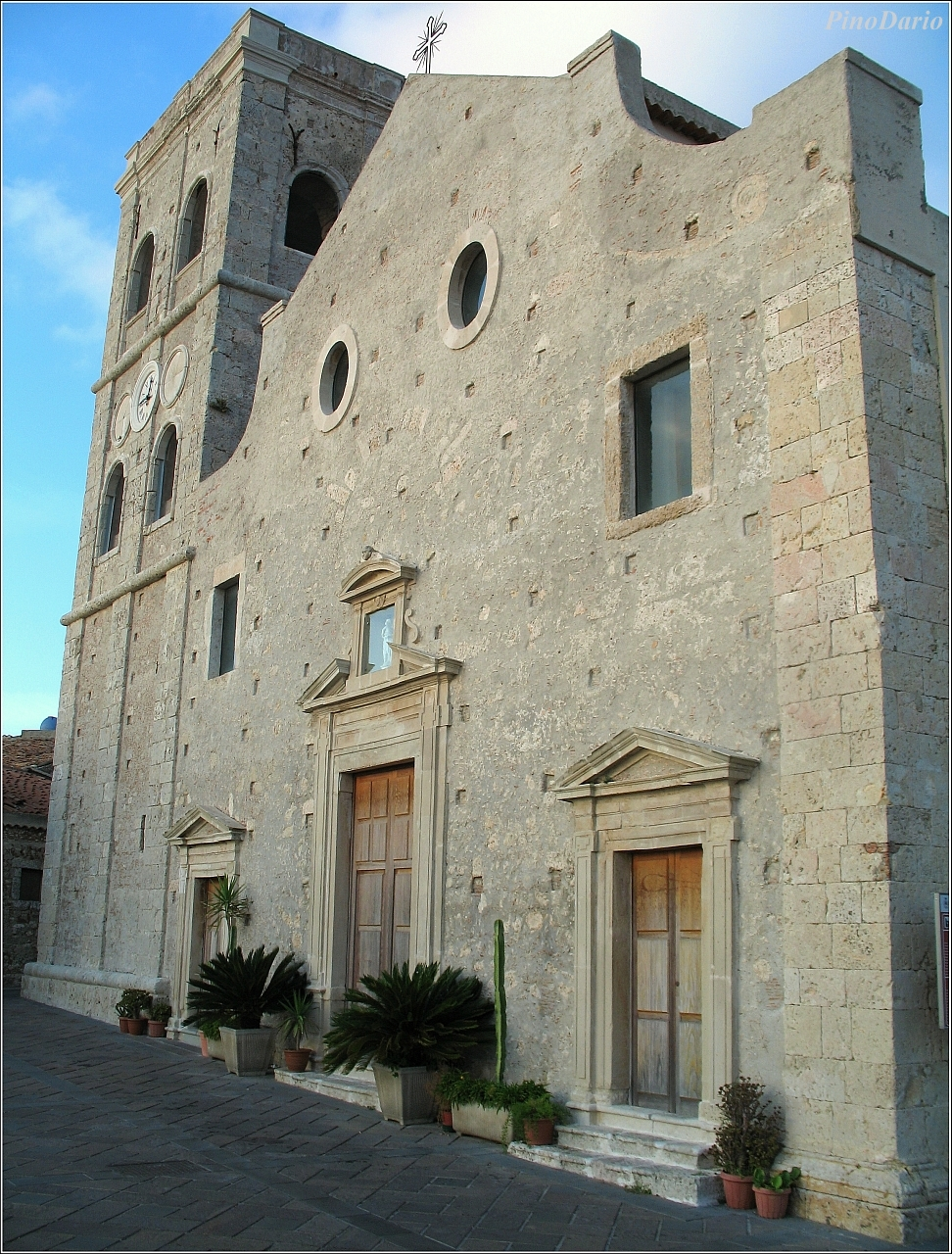
Il Duomo - Intitolato a San Nicola di Bari

Роккавальдіна (італ. Roccavaldina, сиц. Roccavaddina) — муніципалітет в Італії, у регіоні Сицилія,  метрополійне місто Мессіна.
Роккавальдіна розташована на відстані близько 480 км на південний схід від Рима, 180 км на схід від Палермо, 16 км на захід від Мессіни.
Населення — 1148 осіб (2014).

## Демографія
Населення за роками:

Станом на 1 січня 2023 року в муніципалітеті офіційно проживало 18 іноземців з 4 країн, серед них 17 громадян країн Євросоюзу.

## Сусідні муніципалітети
- Монфорте-Сан-Джорджо
- Рометта
- Спадафора
- Торрегротта
- Вальдіна
- Венетіко